# Montsegur
Montsegur (en francés: Montségur) es una pequeña villa y comuna francesa, en el Mediodía-Pirineos, sur de Francia muy cerca de la frontera con España. Se ubica a 21 kilómetros al sudeste de Foix, el centro administrativo del departamento de Ariège, ciudad que, a su vez, se encuentra a 82 kilómetros al sur de Toulouse.
La población se halla emplazada al pie del monte Pog, de 1.150 metros de altura, en cuya cima aún se observan las ruinas del castillo de Montsegur.
A sus habitantes se les conoce por el gentilicio Montséguriens.
Es una etapa de peregrinaje del Camino de Santiago, en la llamada Vía del Piemonte Pirenáico que va del Mediterráneo paralela a los Pirineos y en parte a la Vía Tolosana.

## Historia

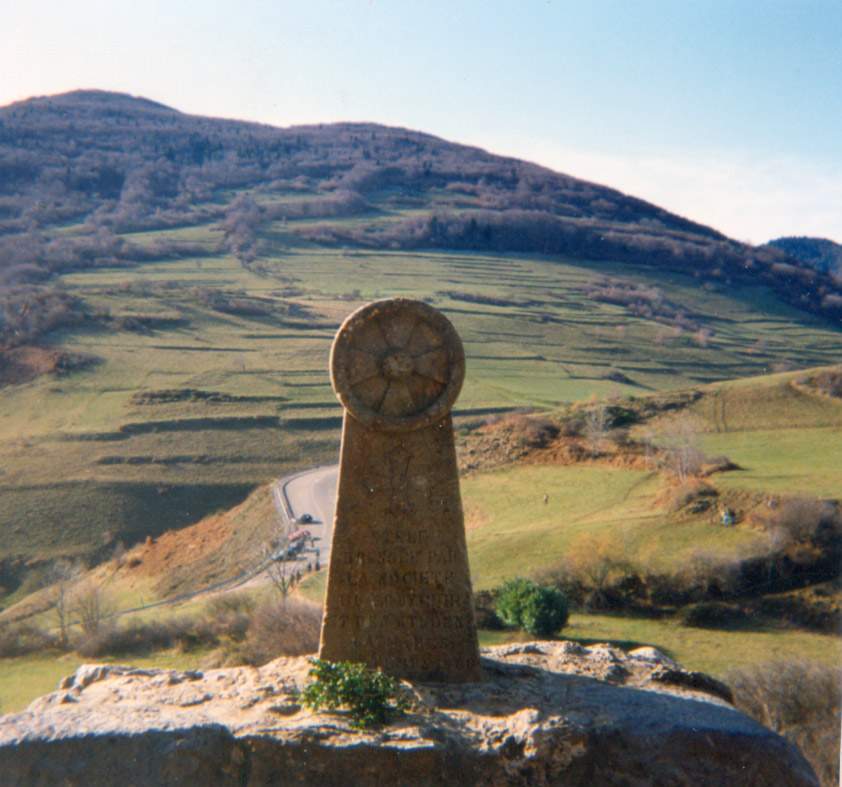
Monolito en el Camp des Cremats

Los primeros vestigios de ocupación datan de la época del Neandertal.
Como consecuencia final de la cruzada contra los cátaros, ordenada por el Papa Inocencio III, la villa defendida por un pequeño castillo y amurallada, situada en la cima del monte Pog, a 2 km de su actual emplazamiento, fue sitiada por Hugo de Arcis y Pedro de Amiel, arzobispo de Narbona los primeros días de mayo de 1243 y tomada después de un largo asedio. Se calcula que podría haber en la pequeña población fortificada unas 500 personas, incluyendo defensores, sus familias y unos 200 creyentes cátaros entre los que se encontraban perfectos y perfectas refugiados. Frente a ellos se disponían al asalto un ejército de entre 6000 y 10 000 hombres armados dirigidos por Huges de Narcis. El asedio duró cerca de 10 meses.
En la mañana del día 16 de marzo de 1244 una gigantesca hoguera se elevó a los pies del castillo y unas 210 personas, hombres y mujeres, los que se negaron a abjurar del catarismo, fueron quemados en ella. Hoy el lugar es recordado con una lápida ante el Camp des Cremats ('campo de los quemados') que recuerda a los inmolados con el epitafio: «Als catars, als martirs del pur amor crestian. 16 mars 1244».
El castillo fue construido dos años después por Guy de Lévis, señor de Mirepoix. Por otra parte se reconstruyeron los muros hacia los años 1970.

## Lugares de interés
- Museo de historia y arqueología, en la población de Montsegur.
- El castillo de Montségur, clasificado contemporáneamente en los denominados Castillos cátaros.

## Demografía
| 237 | 167 | 143 | 131 | 124 | 117 | 108 | 132 | 119 |
| Para los censos de 1962 a 1999 la población legal corresponde a la población sin duplicidades (Fuente: INSEE [Consultar]) |     |     |     |     |     |     |     |     |